# Северное проектно-конструкторское бюро
АО «Северное проектно-конструкторское бюро» (сокращённо: Северное ПКБ, до 1937 года — филиал ЦКБС-1, до 1946 года — филиал ЦКБ-17, с 1946 по 1966 год — ЦКБ-53) — российское проектно-конструкторское бюро, ведущая компания России по проектированию кораблей для современного флота. По проектам проектно-конструкторского бюро построено более 600 судов, в том числе 450 боевых кораблей: крейсеров, эсминцев, сторожевых кораблей, корветов и катеров различного назначения с суммарным водоизмещением около 1,5 млн тонн.

## История предприятия
После окончания Великой Отечественной войны перед судостроительной промышленностью СССР была поставлена задача расширения и наращивания производства военных кораблей. 27 ноября 1945 года было подписано Постановление СНК «О десятилетнем плане военного судостроения на 1946—1955 годы». 17 апреля 1946 года распоряжением Совета министров СССР министерству судостроительной промышленности было разрешено создать в Ленинграде Центральное конструкторское бюро с присвоением ему номера 53. 22 апреля филиал ЦКБ-17, располагавшемся на ССЗ № 190, был преобразован в ЦКБ-53. Территориально ЦКБ располагалось в пристройке к турбинному цеху завода № 190 (современная территория Кировского завода). Коллектив ЦКБ к апрелю 1946 года составлял 276 человек. Бюро занималось проектированием и модернизацией кораблей.
Первое послевоенное десятилетие стало временем накопления научно-технического потенциала бюро и впоследствии позволило сделать качественный скачок в развитии надводного военного кораблестроения в следующие годы.
Из-за вторжения России на Украину, бюро находится под международными санкциями Канады, Украины и США, так как «разрабатывает и строит большинство военных кораблей России, вероятно, в том числе, которые используются для бомбардировок украинских городов и нанесения вреда гражданам Украины».

## Награды
- Орден Ленина (28 апреля 1963)[3];
- Орден Октябрьской Революции (7 февраля 1985);
- 42 сотрудника предприятия были награждены Государственными премиями, в том числе пятерым из них они присуждались дважды[3].

## Некоторые проекты бюро
- Сторожевые корабли проекта 1135
- Большие противолодочные корабли проекта 61
- Большие противолодочные корабли проекта 1155
- Крейсера проекта 1144
- Фрегаты типа «Тальвар»

## Главные инженеры проектно-конструкторского бюро
- Никитин, Владимир Александрович — с 1946 по 1951[9];
- Ефремов, Сергей Ефремович — с 1951 по 1953 год;
- Перьков, Александр Кузьмич — с 1953 по 1958 год;
- Соболев, Николай Павлович — с 1958 по 1965 год;
- Аникеев, Василий Фёдорович — с 1965 по 1975 год;
- Терентьев, Александр Александрович (кораблестроитель) — с 1975 по 1993 год;
- Спиридопуло, Владимир Ильич — с 1993 года по 2017 год;
- Остапко Ольга Александровна — c 2017 года

## Секретари партийной организации
- Бобченок, Гавриил Алексеевич — с 1946 по 1948 год[10];
- Сорокин, Василий Александрович — с 1948 по 1950 год;
- Викторов, Лев Владимирович — с 1950 по 1952 год;
- Иванова, Вера Николаевна — с 1952 по 1956 год;
- Чекризов, Василий Фёдорович — с 1956 по 1958 год;
- Колесников, Игорь Яковлевич — с 1958 по 1962 год;
- Бабич, Юрий Артемьевич — с 1962 по 1967 год;
- Курцапов, Иван Климентьевич — с 1967 по 1974 год;
- Юхнин, Владимир Евгеньевич — с 1974 по 1979 год;
- Антонов, Олег Владимирович — с 1979 по 1981 год;
- Павлов, Александр Павлович — с 1981 по 1988 год;
- Черенков, Михаил Михайлович — с 1988 по 1991 год.

## Адрес
- 198096, Россия, Санкт-Петербург, Корабельная ул. д. 6, корпус 2, литера А[11]